# هلن دانبار
هلن دانبار (انگلیسی: Helen Dunbar؛ ‏ ۱۰ اکتبر ۱۸۶۳ – ۲۸ اوت ۱۹۳۳) بازیگر اهل ایالات متحده آمریکا بود.
از فیلم‌هایی که وی در آن‌ها نقش داشته‌است، می‌توان به بادبزن خانم ویندیرمیر، تقلب و قهرمان جهان اشاره نمود.